# Вулиця Вакуленчука (Київ)
Ву́лиця Вакуленчука́ — вулиця в Дарницькому районі міста Києва, місцевість Червоний хутір. Пролягає від Ташкентської до Ялинкової вулиці. Фрагмент вулиця просягається на південь від проспекту Бажана через промзону Бортничів до озера Вирлиця.

## Історія
Виникла в першій половині XX століття. Мала назву Рибальський провулок. Сучасна назва на честь керівника повстання на панцернику «Потьомкін» Григорія Вакуленчука — з 1955 року.

## Установи та заклади
- № 50-А — середня загальноосвітня школа № 113
- № 1 (за проспектом Бажана) — спеціалізована загальноосвітня школа-інтернат №10, для дітей, які нуждаються в фізіческоі і розумовому розвиту

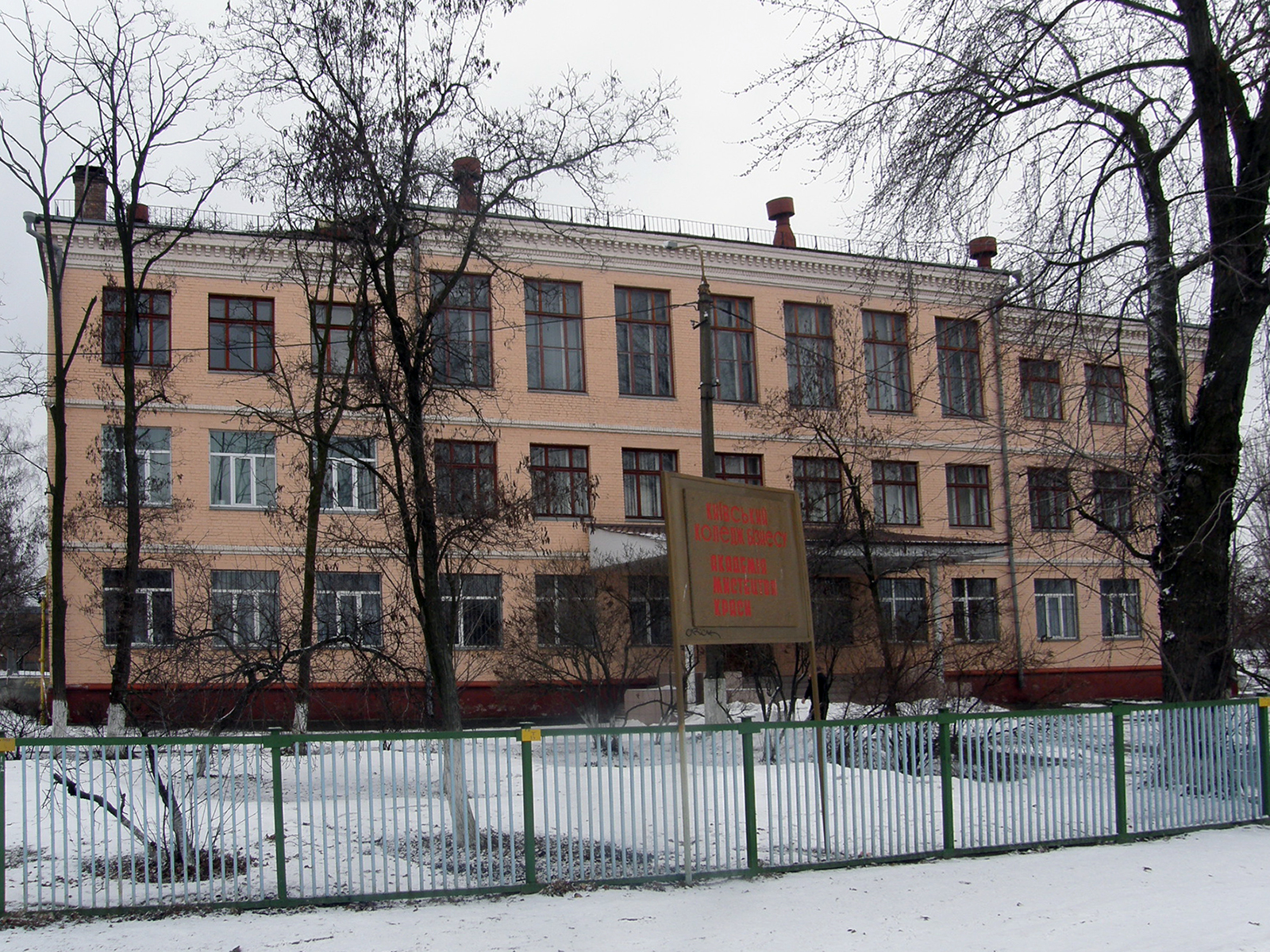
школа-інтернат № 10
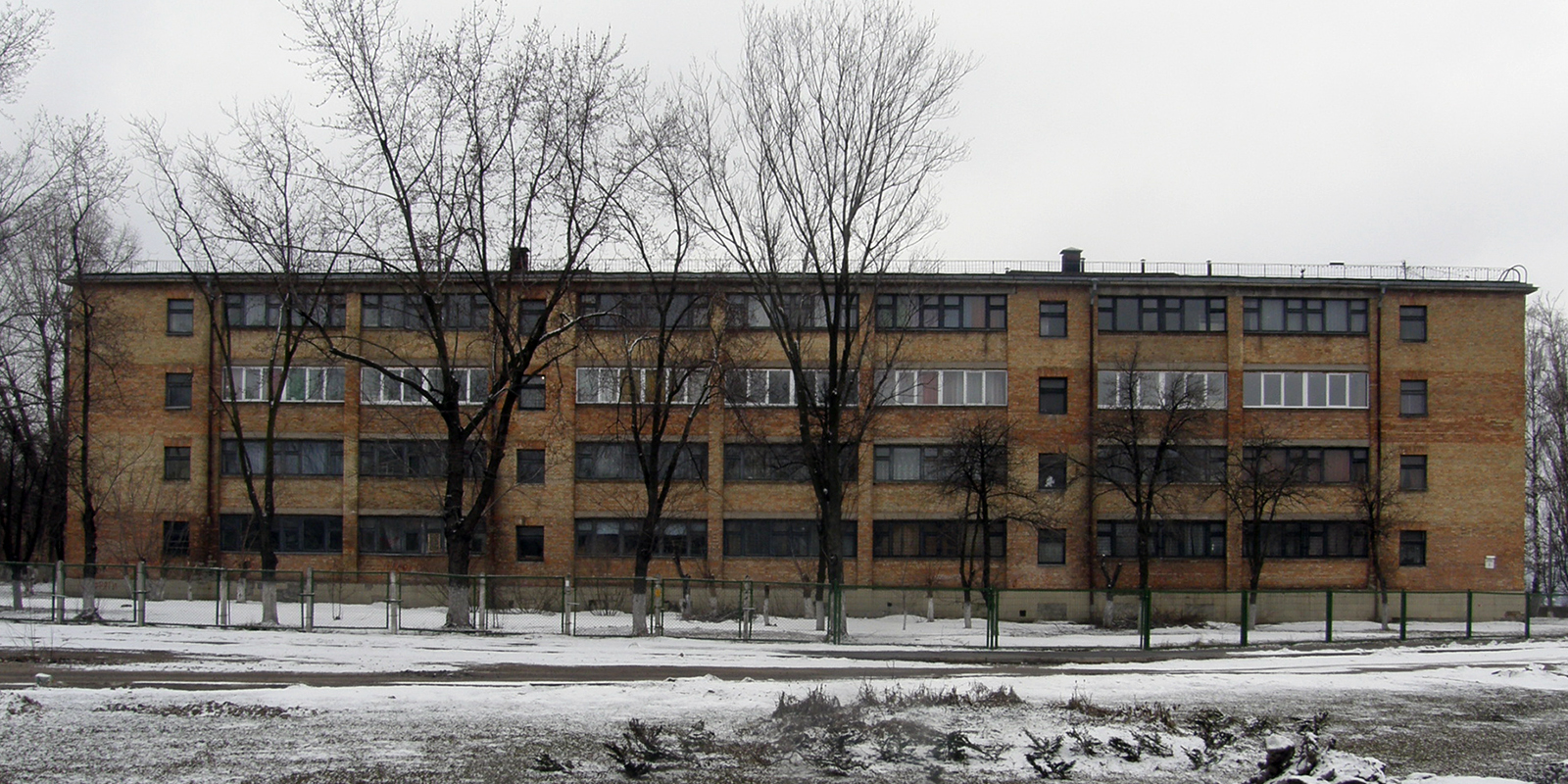
спальний корпус школи-інтернату № 10
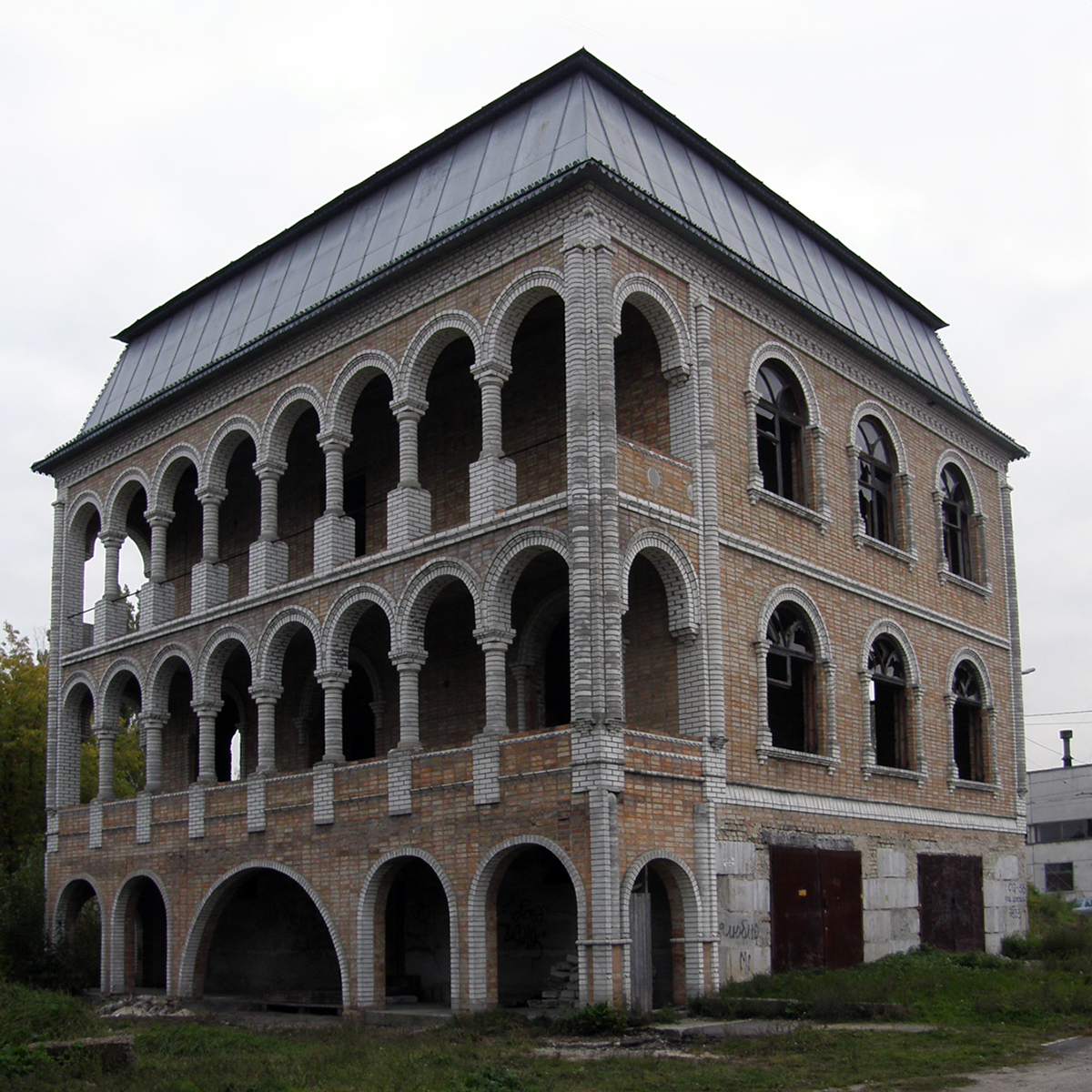
№ 34а – недобудований у 2006 циганський палац, з 2020 монастир і парафія Пресвятої Богородиці Помічниці Християн Селезіанського Згромадження